# Катастрофа Ил-14 в Антарктиде (1986)
Катастрофа Ил-14 в Антарктиде в 1986 году — авиационная катастрофа, произошедшая 17 февраля 1986 года в Антарктиде с самолётом Ил-14М, в результате которой погибли 6 человек.

## Самолёт
Ил-14М с бортовым номером 41816 (заводской — 147001603, серийный — 16-03) был выпущен ММЗ «Знамя Труда» 30 августа 1957 года и вскоре передан Главному управлению гражданского воздушного флота. По данным на 1960 год, самолёт эксплуатировался во Внуковском авиаотряде Московского территориального управления гражданского воздушного флота, 31 июля 1963 года был переведён в Центральное управление гражданской авиации. Всего на момент катастрофы авиалайнер имел 32 094 часа налёта и 18 078 посадок.

## Катастрофа
Самолёт работал в Антарктиде в составе 30-й Советской Антарктической экспедиции и выполнял перелёт протяжённостью 2015 километров и расчётной длительностью 7 часов 45 минут из станции Молодёжная в Мирный, чтобы оттуда в дальнейшем выполнять полёты на станцию Восток. Авиалайнер был оборудован лыжным шасси, а в кабине установлены дополнительные топливные баки. Пилотировал его экипаж из 229-го лётного отряда, состоящий из командира (КВС) В. А. Петрова, второго пилота А. М. Кладова, штурмана А. С. Пучкова, бортмеханика В. Ф. Романова и бортрадиста А. И. Пономарёва. Также на борту находился служебный пассажир — авиатехник В. И. Ерёмин. После вылета из Молодёжной экипаж занял эшелон 1500 метров.
Но в процессе полёта над ледником Филиппи Ил-14 попал в непрогнозируемый ураганный встречный ветер со скоростью до 140 км/ч (около 40 м/с), что привело к значительному падению путевой скорости. Когда до Мирного оставалось ещё более двух сотен километров, авиалайнер попал в условия так называемой «белой мглы» (очень плотного тумана), из-за чего видимость упала практически до нуля, а также началось сильное обледенение. При этом топлива оставалось ещё на 30 минут полёта. В сложившейся ситуации экипаж был вынужден начать снижаться, а когда стало очевидно, что остатка топлива не хватит для полёта до Мирного, то было принято решение о вынужденной посадке. При этом из-за белой мглы и позёмки экипаж не мог видеть поверхности ледника, покрытого ледоломом. В таких условиях посадка была обречена завершиться катастрофой. В 07:10 МСК, спустя более чем через 10 часов после вылета Ил-14 из Молодёжной, связь с авиалайнером прекратилась.
Через несколько дней поисков с воздуха удалось обнаружить обломки Ил-14 в 240 километрах от станции Мирный. При этом было установлено, что все 6 человек на борту погибли.